# Silene undulata
Silene undulata, известное также под устаревшим синонимичным названием Silene capensis, растение из рода Смолёвка (Silene) семейства Гвоздичные (Caryophyllaceae). Возможные русскоязычные названия Смолёвка волнистая и Смолёвка капская в ботанических авторитетных источниках не встречаются. Название на языке коса undlela ziimhlophe переводится как «белые пути» (африканский корень сновидений).

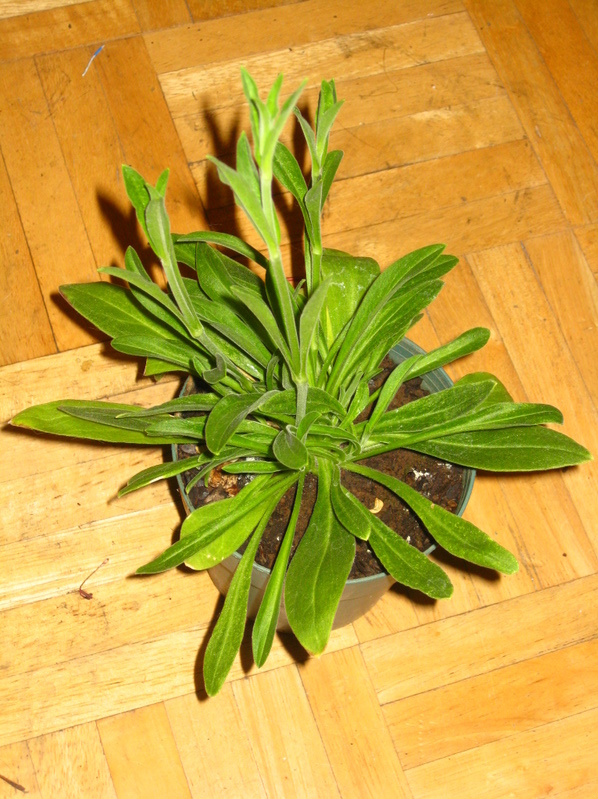
Silene undulata в маленьком горшке

Произрастает в Восточно-Капской провинции ЮАР, где почитается народом коса как священное растение.
Корень этого растения традиционно используется, чтобы продуцировать яркие (и, по убеждению народа коса, пророческие) осознанные сновидения при процессе инициирования шаманов. По своему воздействию растение схоже с калеей закатечичи (Calea zacatechichi).

## Классификация

### Таксономия
Silene undulata  Aiton, 1789, Hort. Kew. 2: 96
Вид Смолёвка волнистая относится к роду Смолёвка (Silene) семейства Гвоздичные (Caryophyllaceae) порядка Гвоздичноцветные (Caryophyllales). Кладограмма в соответствии с Системой APG IV по состоянию на декабрь 2023 года:
|  |                                      |  |                                   |                                   |                      |  | ещё 40 семейств | ещё 40 семейств |                    |  |  |  | еще 485 подтвержденных видов и 1 143 вида, ожидающих подтверждения |
|  |                                      |  |                                   |                                   |                      |  | ещё 40 семейств | ещё 40 семейств |                    |  |  |  | еще 485 подтвержденных видов и 1 143 вида, ожидающих подтверждения |
|  |                                      |  |                                   | порядок Гвоздичноцветные          |                      |  |                 |                 | род Смолёвка       |  |  |  |                                                                    |
|  |                                      |  |                                   | порядок Гвоздичноцветные          |                      |  |                 |                 | род Смолёвка       |  |  |  |                                                                    |
|  | отдел Цветковые, или Покрытосеменные |  |                                   |                                   | семейство Гвоздичные |  |                 |                 | Смолёвка волнистая |  |  |  |                                                                    |
|  | отдел Цветковые, или Покрытосеменные |  |                                   |                                   | семейство Гвоздичные |  |                 |                 |                    |  |  |  |                                                                    |
|  |                                      |  | ещё 63 порядка цветковых растений | ещё 63 порядка цветковых растений |                      |  |                 | еще 97 родов    | еще 97 родов       |  |  |  |                                                                    |
|  |                                      |  |                                   | ещё 63 порядка цветковых растений |                      |  |                 |                 | еще 97 родов       |  |  |  |                                                                    |